# Semič (priimek)
Semič je priimek več znanih Slovencev:
- Aca Stanovnik Semič (1921—2010), NOB; novinarka
- Karmen Semič (*1956), pianistka in glasbena pedagoginja
- Stane Semič - Daki (1919—1985), partizanski častnik, španski borec, muzealec, pisatelj in narodni heroj Jugoslavije